# Luoxian Shuiku
Luoxian Shuiku är en reservoar i Kina. Den ligger i den autonoma regionen Guangxi, i den södra delen av landet, omkring 210 kilometer öster om regionhuvudstaden Nanning. Luoxian Shuiku ligger 62 meter över havet. Arean är 1,5 kvadratkilometer. I omgivningarna runt Luoxian Shuiku växer i huvudsak städsegrön lövskog. Den sträcker sig 3,3 kilometer i nord-sydlig riktning, och 1,8 kilometer i öst-västlig riktning.
Genomsnittlig årsnederbörd är 2 243 millimeter. Den regnigaste månaden är maj, med i genomsnitt 363 mm nederbörd, och den torraste är oktober, med 38 mm nederbörd.